# 経費
経費（けいひ）は、「経常費用」の略称であり、一般的には費用のことである。ただし、分野によっては特定の意味を持つことがある。また、狭義には、財政学などで特に国や地方公共団体の財政的支出を指す。

## 原価計算における経費
原価計算の分野では、製造原価のうち材料費と労務費以外のものを経費(Manufacturing overhead)と呼ぶ。製品との関係により直接経費と間接経費に区分される。
| 総原価 | 製造原価 | 製造直接費 | 直接材料費 |
| 総原価 | 製造原価 | 製造直接費 | 直接労務費 |
| 総原価 | 製造原価 | 製造直接費 | 直接経費   |
| 総原価 | 製造原価 | 製造間接費 | 間接材料費 |
| 総原価 | 製造原価 | 製造間接費 | 間接労務費 |
| 総原価 | 製造原価 | 製造間接費 | 間接経費   |
| 総原価 | 営業費   | 販売費     | 販売費     |
| 総原価 | 営業費   | 一般管理費 |            |

### 建設業の場合
建設工事では一般的には、下記の通りの構成になり、工事原価(ハードコスト)では直接工事費に材料費と労務費の他、機械費用と外注費が加わるのが特徴で、それら以外のものを経費と呼ぶ。製造分野と同様に直接経費と間接経費に区分される。販売費及び一般管理費は工事原価に加わらず、別に一般管理費等(ソフトコスト)として計上される。
| 建設工事原価 | 純工事費                 | 直接工事費 | 直接材料費 | 直接材料費 |
| 建設工事原価 | 純工事費                 | 直接工事費 | 直接労務費 |            |
| 建設工事原価 | 純工事費                 | 直接工事費 | 直接機械費 |            |
| 建設工事原価 | 純工事費                 | 直接工事費 | 直接経費   |            |
| 建設工事原価 | 純工事費                 | 直接工事費 | 直接外注費 |            |
| 建設工事原価 | 純工事費                 | 共通仮設費 | 現場共通費 | 間接工事費 |
| 建設工事原価 | 純工事費                 | 共通仮設費 | 間接経費   | 間接工事費 |
| 建設工事原価 | 工事管理費（現場管理費） |            |            | 間接工事費 |
| 建設工事原価 | 工事関係諸費             |            |            | 間接工事費 |

直接経費のうち主要な費用は機械経費であって, これは工事を施工するために必要な機械の使用に要する経費で,機械損料と運転経費で構成される。
機械の運転経費は燃料等のエネルギーに要する費用と、運転手,助手等の運転作業に要する労務費で構成される一方,機械損料は機械の使用料で時間当り,または日当りの金額で算定され,損料の構成は定期整備費、現場修理費、償却費用、機械管理費の各費用で成立つ。
この機種別損料は旧建設省が実態調査により定める「請負工事機械経費積算要領」により算定していた。
このほか直接経費には,特許使用料および特別技術者の派遣旅費等に要する費用が含まれるとともに,工事施工に必要な電力,電灯使用料,用水用料等の費用も積算される。
建設業の原価計算における、監督者や事務職員などの給料の扱い
監督者や事務職員などの給料は、「製造原価のうち、労働力の消費によって発生する原価」という定義上は労務費に含まれる。しかしながら、建設業においては、工事を施工管理する技術職員・事務職員等に支払われる賃金・給与等、ならびに全ての法定福利費・退職給付引当金は、労務費に含まれず、経費の一種である人件費として計上される。
建設業法施行規則別記様式第十五号及び第十六号の国土交通大臣の定める勘定科目の分類により、完成工事原価報告書に記載する労務費が「工事に従事した直接雇用の作業員に対する賃金、給料及び手当等」と定義されているためである。

## 所得税法における必要経費
必要経費（ひつようけいひ）は、所得税法の規定により所得金額を計算する際に、収入金額から控除される支出金額をいう。